# 当穹错
当穹错（藏語：དྭངས་ཆུང་མཚོ，威利转写：dwangs chung mtsho，THL：Dangchung Tso）也作当雄错、当穷错，位于中国西藏自治区那曲市尼玛县境内，地处尼玛县南部，当惹雍错北部。湖面海拔4475米，面积54.5平方公里。湖泊西部有一座高出湖面约48米、面积0.4平方公里的小岛。第四纪时期与当惹雍错为一个湖泊。湖水主要依靠地表径流补给。205省道经过湖东北岸。